# Distichophyllum fernandezianum
Distichophyllum fernandezianum är en bladmossart som beskrevs av Brotherus in Skottsberg 1924. Distichophyllum fernandezianum ingår i släktet Distichophyllum och familjen Hookeriaceae. Inga underarter finns listade i Catalogue of Life.